# Бейт-Орен
Бейт-Орен (івр. בֵּית אֹרֶן) — кібуц на півночі Ізраїлю. Перебуває у складі регіональної ради Хоф-га-Кармель.

## Географія
Кібуц розташований за 10 км на північний захід від р. Хайфа, поряд з національним парком «Кармель», у гірській місцевості. 

## Історія

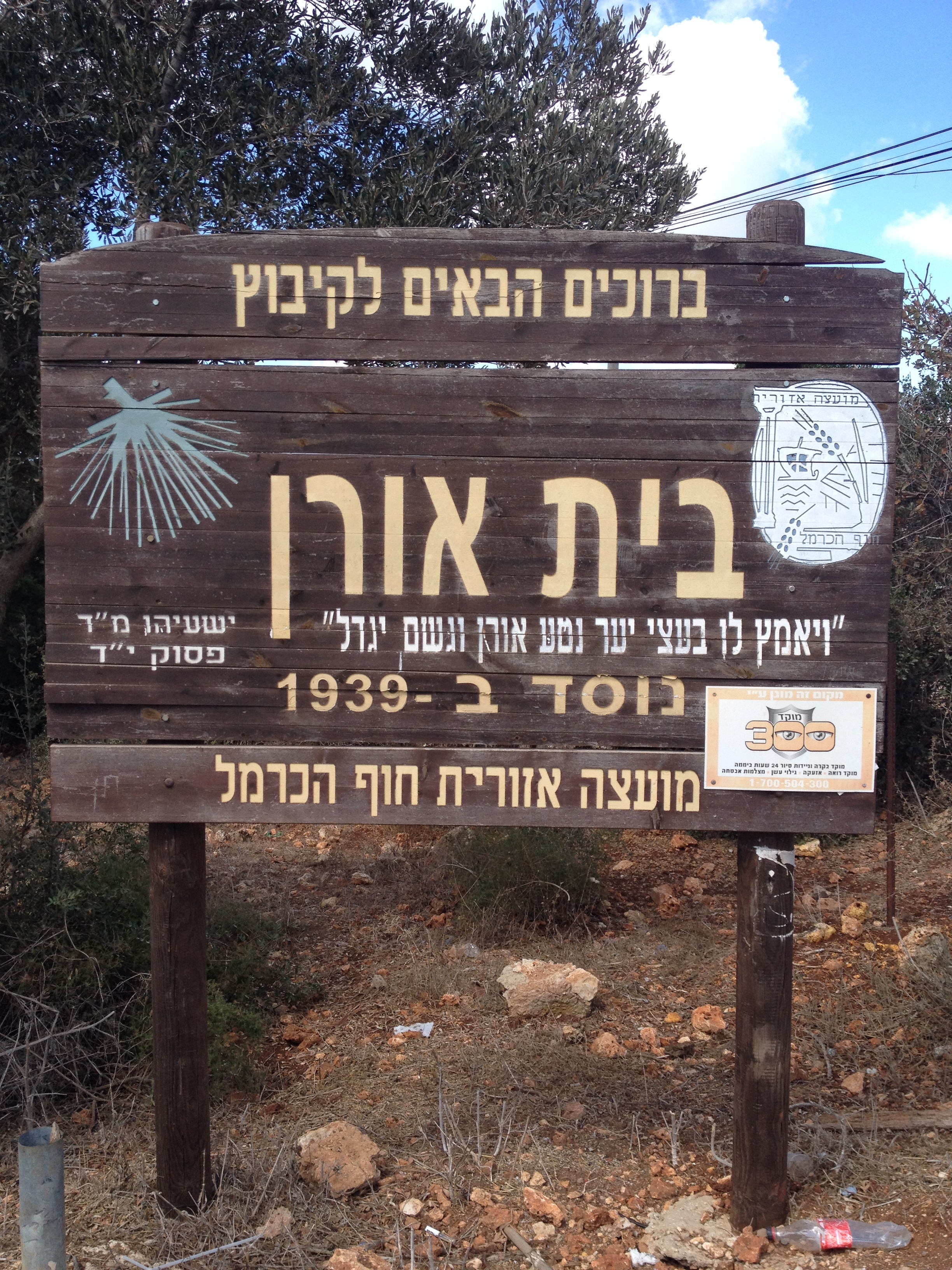
В'їзд у кібуц

Бейт-Орен був заснований 1 жовтня 1939 року. Вихідці з Радянського Союзу та Польщі, які пройшли навчання у центрі Магдіель, влаштувалися в місці, яке знаходиться за 1 кілометр від існуючого кібуца. Перше поселення було організовано за принципом «Стіна і башня». У цей період були прокладені дороги за напрямами вниз, до Атліта, і, вгору, на узвишшя, домінуюче над місцевістю, на місці сьогоднішнього кібуца. Рішення про постійне будівництво саме на цьому пагорбі було прийняте в жовтні 1940 року. Довгий час Бейт-Орен залишався єдиним єврейським поселенням в районі гори Кармель. З часом, до групи засновників приєдналися й інші активісти кібуцного руху — поселення зміцнилося і розрослося.
У 1943 році двоє членів кібуца — Аріє Піхман та Дов Бергер стали учасниками Другої світової війни як парашутисти-десантники.
У цей період кібуц використовувався, як тренувальна база для бійців організацій Гаґана і Пальмах, а в 1945 році члени кібуцу брали участь в операції по звільненню єврейських активістів з британської в'язниці в Атліті. 9 жовтня 1945 року 208 нелегальних іммігрантів було визволено з в'язниці, і сховалися в кібуці Ягур. Це була перша операція «Пальмах» проти британських властей.

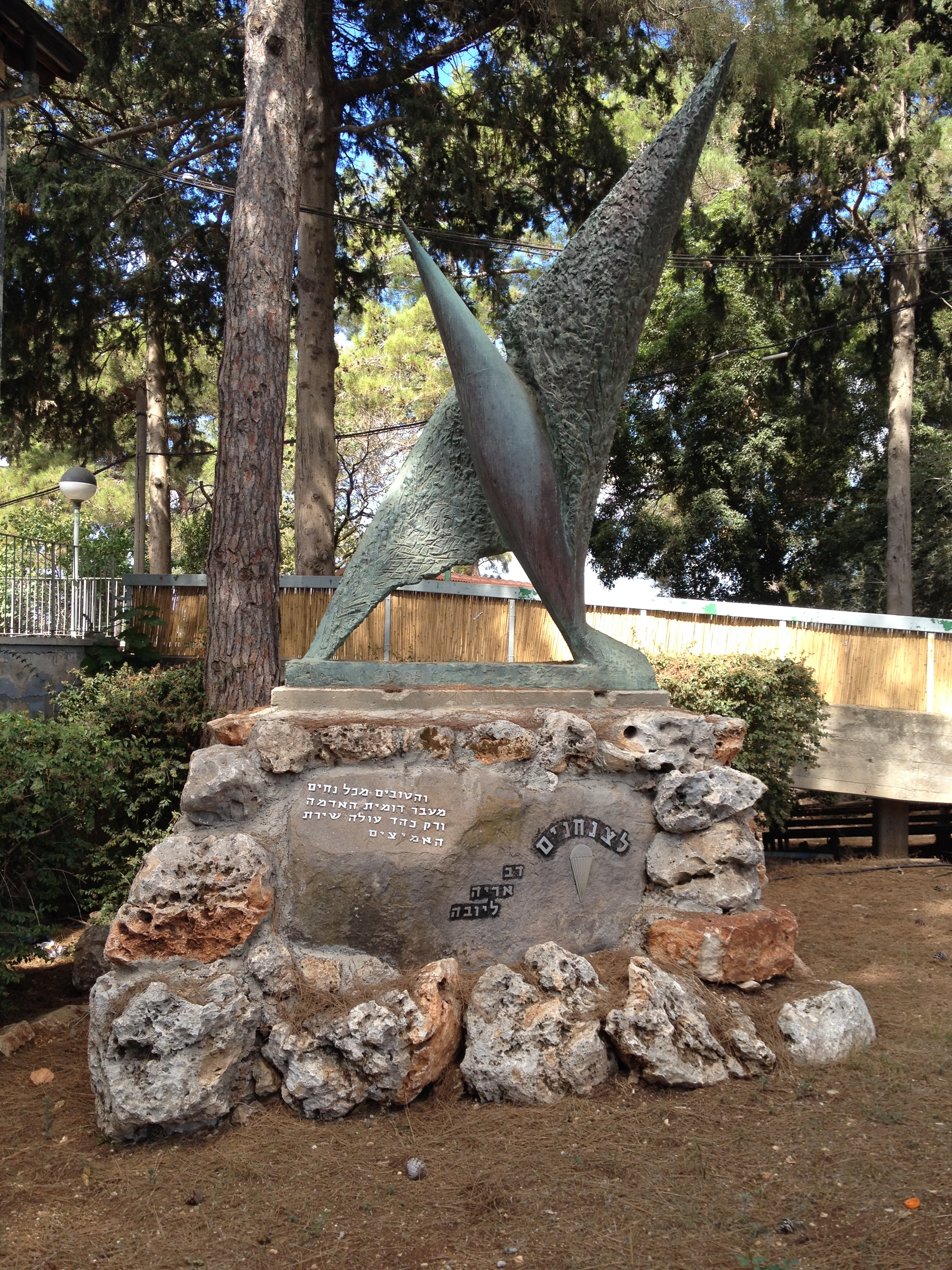
Пам'ятник двом парашутистам — учасникам Другої світової війни, що загинули у 1954 році

На 1950-ті рр. припадає період економічного розвитку Бейт-Орена. Починається він з прибуття в 1950 році до кібуца Мааган групи активістів, які допомагають поселенцям Бейт-Орена налагодити і оптимізувати власне виробництво. У 1956 році до кібуца прокладають водопровід, у 1963 р. у селище приходить електрика.
1954 рік в історії кібуцу був затьмарений трагедією національного масштабу. 29 липня 1954 року на церемонії пам'яті загиблого в ході Другої світової війни парашутиста Переца Гольдштейна спортивний літак врізався в натовп глядачів. У перших рядах сиділи товариші по службі Гольдштейна Аріє Піхман і Дов Бергер. Вони виявилися в числі загиблих в результаті трагедії 17 осіб. У кібуці встановлено пам'ятник, присвячений двом парашутистам.
Кінець 1970-х — початок 1980-х рр. ознаменувалися для Бейт-Орена великою економічною кризою і «великим результатом» — багато працездатних членів кібуцу покинули його, залишивши старше покоління наодинці з кібуцними боргами. Подібні явища спостерігалися і в сусідніх кібуцах, у результаті чого виник вираз «синдром Бейт-Орена». Пік кризи припав на 1987 рік, а в 1995 р. кібуц втратив свій статус і перетворився на «громадське поселення». З цього часу почалося «оздоровлення» поселення.
У 2009 році кібуц відсвяткував своє 70-річчя, а у 2010 році знову сталася трагедія національного масштабу, що заділа маленьке поселення на схилах Кармеля. Пожежа, що бушувала кілька днів у національному парку, забрала життя 44 людей, а також знищила декілька будинків у південній частині Бейт-Орена.

## Населення
За даними Центрального статистичного бюро Ізраїлю, населення кібуца станом на 2016 рік становило 452 особи.

## Економіка

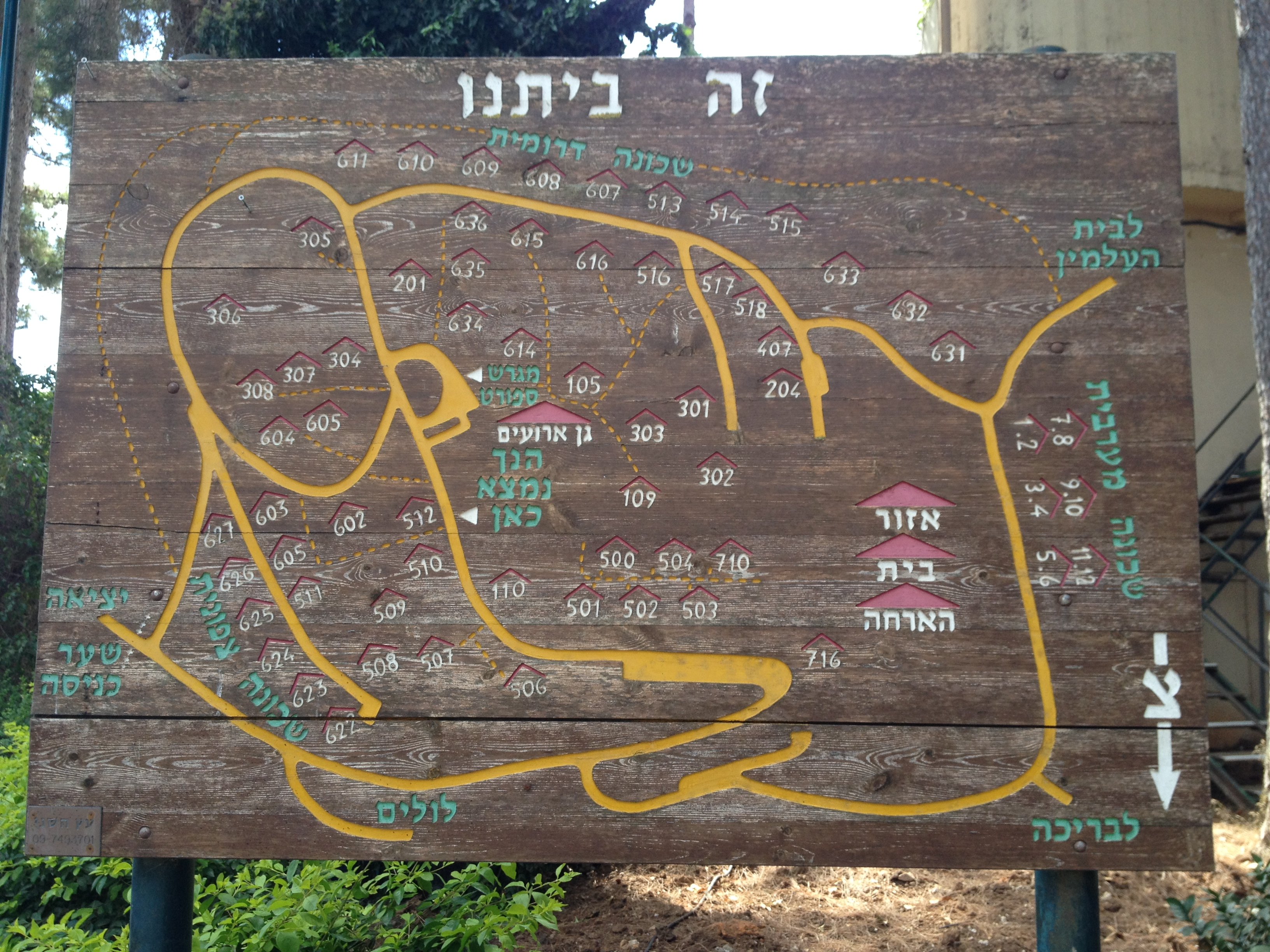
Схема кібуца

На сьогоднішній день економічне становище селища стабілізувалося. З 1942 у кібуці працює готель, сьогодні при ньому знаходиться так само басейн і спа-центр. Крім того, є невелика фабрика з виробництва металевих виробів, птахоферма. Функціонує центр навчання кінного спорту та центр розваг на природі. Традиційно кібуц має бананові плантації.